# نظام الترقيم العالمي

نظام الترقيم العالمي. هذا منظور لطبيب أسنان. يكون السن رقم 1، الرحى الثالثة العلوية اليمنى على يمين المريض، يظهر إلى اليسار في الرسم البياني.

نظام الترقيم العالمي (بالإنجليزية: Universal Numbering System)‏ هو تدوين سني شائع الاستخدام في الولايات المتحدة.
يستخدم معظم بقية العالم تدوين الاتحاد العالمي لطب الأسنان (FDI)، والذي تم قبوله كمعيار دولي من قبل المنظمة الدولية للمعايير "ISO 3950".

## الاتجاهات
عادة ما يتم ترتيب مخططات الأسنان من وجهة نظر طبيب الأسنان الذي يواجه المريض. يظهر الجانب الأيمن للمريض على الجانب الأيسر من المخطط، ويظهر الجانب الأيسر للمريض على الجانب الأيمن من المخطط.
تتوافق التسميتان "يمين" و "يسار" على الرسوم البيانية في هذه المقالة مع يمين المريض ويساره على التوالي.

## نظام الترقيم العالمي
تستخدم الأحرف الكبيرة من A إلى T للأسنان اللبنية، والأرقام من 1 إلى 32 للأسنان الدائمة. السن المرمز برقم "1" هو الرحى الثالثة العلوية اليمنى "ضرس العقل"، ويستمر العد على امتداد الأسنان العلوية حتى الجانب الأيسر. ثم يُكمل العد عند الرحى الثالثة السفلية اليسرى، المرمزة برقم 17، ويستمر على امتداد الأسنان السفلية إلى الجانب الأيمن. لكل سن رقم أو حرف مميز، مما يتيح سهولة الاستخدام على لوحات المفاتيح.
| الأسنان الدائمة | الأسنان الدائمة | الأسنان الدائمة | الأسنان الدائمة | الأسنان الدائمة | الأسنان الدائمة | الأسنان الدائمة | الأسنان الدائمة | الأسنان الدائمة | الأسنان الدائمة | الأسنان الدائمة | الأسنان الدائمة | الأسنان الدائمة | الأسنان الدائمة | الأسنان الدائمة | الأسنان الدائمة |
| علوي أيسر       | علوي أيسر       | علوي أيسر       | علوي أيسر       | علوي أيسر       | علوي أيسر       | علوي أيسر       | علوي أيسر       | علوي أيمن       | علوي أيمن       | علوي أيمن       | علوي أيمن       | علوي أيمن       | علوي أيمن       | علوي أيمن       | علوي أيمن       |
| --------------- | --------------- | --------------- | --------------- | --------------- | --------------- | --------------- | --------------- | --------------- | --------------- | --------------- | --------------- | --------------- | --------------- | --------------- | --------------- |
| 16              | 15              | 14              | 13              | 12              | 11              | 10              | 9               | 8               | 7               | 6               | 5               | 4               | 3               | 2               | 1               |
| 17              | 18              | 19              | 20              | 21              | 22              | 23              | 24              | 25              | 26              | 27              | 28              | 29              | 30              | 31              | 32              |
| سفلي أيسر       | سفلي أيسر       | سفلي أيسر       | سفلي أيسر       | سفلي أيسر       | سفلي أيسر       | سفلي أيسر       | سفلي أيسر       | سفلي أيمن       | سفلي أيمن       | سفلي أيمن       | سفلي أيمن       | سفلي أيمن       | سفلي أيمن       | سفلي أيمن       | سفلي أيمن       |
|                 |                 |                 |                 |                 |                 |                 |                 |                 |                 |                 |                 |                 |                 |                 |                 |
| الأسنان المؤقتة |                 |                 |                 |                 |                 |                 |                 |                 |                 |                 |                 |                 |                 |                 |                 |
| علوي أيسر       | علوي أيسر       | علوي أيسر       | علوي أيسر       | علوي أيسر       | علوي أيسر       | علوي أيسر       | علوي أيسر       | علوي أيمن       | علوي أيمن       | علوي أيمن       | علوي أيمن       | علوي أيمن       | علوي أيمن       | علوي أيمن       | علوي أيمن       |
|                 |                 |                 | J               | I               | H               | G               | F               | E               | D               | C               | B               | A               |                 |                 |                 |
|                 |                 |                 | K               | L               | M               | N               | O               | P               | Q               | R               | S               | T               |                 |                 |                 |
| سفلي أيسر       | سفلي أيسر       | سفلي أيسر       | سفلي أيسر       | سفلي أيسر       | سفلي أيسر       | سفلي أيسر       | سفلي أيسر       | سفلي أيمن       | سفلي أيمن       | سفلي أيمن       | سفلي أيمن       | سفلي أيمن       | سفلي أيمن       | سفلي أيمن       | سفلي أيمن       |

## ترقيم الأسنان

### الربع العلوي الأيمن
1. الرحى الثالثة (ضرس العقل)
2. الرحى الثانية
3. الرحى الأولى
4. الضاحكة الأولى
5. الضاحكة الثانية
6. الناب
7. الرباعية
8. الثنية

### الريع العلوي الأيسر
1. الثنية
2. الرباعية
3. الناب
4. الضاحكة الأولى
5. الضاحكة الثانية
6. الرحى الأول
7. الرحى الثانية
8. الرحى الثالثة (ضرس العقل)

### الربع السفلي الأيسر
1. الرحى الثالثة (ضرس العقل)
2. الرحى الثانية
3. الرحى الأولى
4. الضاحكة الأولى
5. الضاحكة الثانية
6. الناب
7. الرباعية
8. الثنية

### الربع السفلي الأيمن
1. الثنية
2. الرباعية
3. الناب
4. الضاحكة الأولى
5. الضاحكة الثانية
6. الرحى الأول
7. الرحى الثانية
8. الرحى الثالثة (ضرس العقل)